# Comté de Roanoke
Le comté de Roanoke est un comté de Virginie, aux États-Unis.

## Historique
Le comté a été formé en 1838 à partir de la partie sud du comté de Botetourt. Il a été nommé pour la rivière Roanoke. Des territoires supplémentaires ont été transférés à Roanoke en 1845. Salem était à l'origine le siège du comté. Lorsque Salem est devenue une ville indépendante, en accord avec le comté, le palais de justice du comté de Roanoke est resté à Salem, et les deux localités partagent une prison. Cependant, les bureaux administratifs de comté ont été déplacés dans le district de Cave Spring.